# Герман (Молдова)
Герман (рум. Gherman) — село в Унгенском районе Молдавии. Наряду с сёлами Скуляны, Блиндешты и Флорены входит в состав коммуны Скуляны.

## История
По данным Бессарабской переписи населения 1817 года, проведённой после присоединения Бессарабии к Российской империи, вотчина Герман входила в округ Турий (Турийский) Ясского уезда, принадлежала её святости монахине Глафире Скорцеско. К вотчине Герман примыкала вотчина Думешты, принадлежащая ясскому монастырю Голия, и жители обеих вотчин нераздельно пользовались пахотными землями, выгонами и сенокосами. В селе имелся один пруд, две водяных мельницы, две ветряных мельницы, одна балка с рыбной ловлей, немного леса в понизье Прута, один царанский сад.
- Состояние села разряда Г (недостаточное).
- Статистика духовного сословия: 1 священник, 1 пономарь, 1 дьячок.
- Статистика высшего сословия: 2 мазыла.
- Статистика низшего сословия: 42 хозяйства.

Всего: 48 мужских хозяйств.
Согласно Спискам населенных мест Бессарабской губернии за 1859 год, Герман (другое название — Думешты) — владельческое село при реке Прут в 50 дворов. Население составляло 272 человека (132 мужчины, 140 женщин). Село входило в состав Ясского уезда Бессарабской губернии. Имелась одна православная церковь.
Данные справочника «Волости и важнейшие селения Европейской России» за 1886 год выглядят сомнительно из-за расхождения информации с предыдущими источниками. Согласно справочнику, Герман (другое название — Теленешты) — село царан при реке Прут в 24 двора и 128 жителей. Имелась одна православная церковь. Относилась к Скулянской волости Ясского уезда.

## География
Село расположено на высоте 52 метров над уровнем моря.

## Население
По данным переписи населения 2004 года, в селе Герман проживает 1730 человек (860 мужчин, 870 женщин).
Этнический состав села:
| Национальность | Число жителей | Процентный состав |
| -------------- | ------------- | ----------------- |
| молдаване      | 1716          | 99,19             |
| русские        | 6             | 0,35              |
| румыны         | 4             | 0,23              |
| украинцы       | 2             | 0,12              |
| гагаузы        | 1             | 0,06              |
| прочие         | 1             | 0,06              |
| Всего          | 1730          | 100 %             |